# Bairro da Bananeira

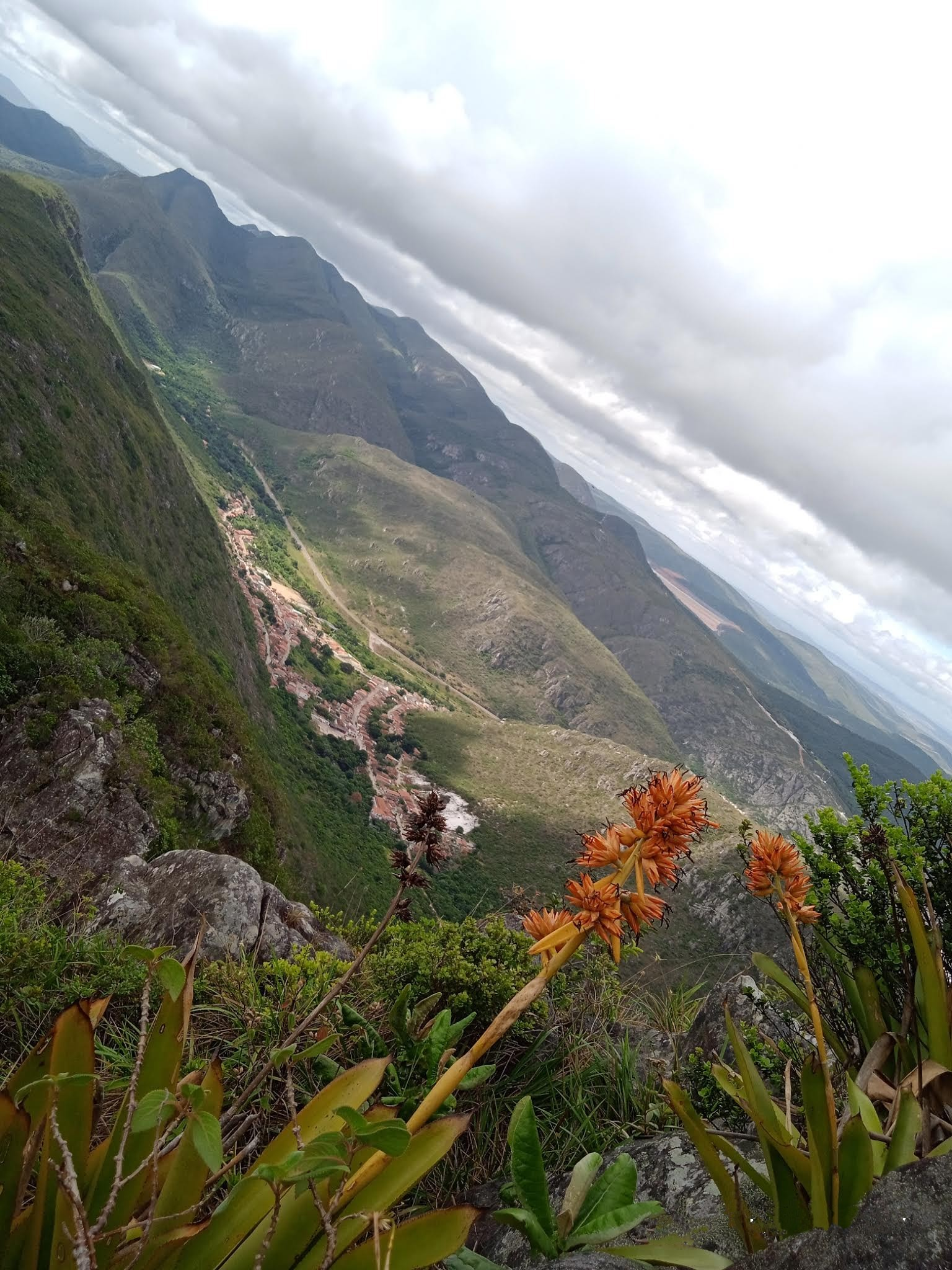
Vista do Bairro da Bananeira do Pico do Jaraguá. Jacobina - BA

O bairro da Bananeira, em Jacobina, Bahia, é uma comunidade com uma história rica e uma forte identidade cultural. Reconhecido como remanescente de quilombo pela Fundação Cultural Palmares, o Quilombo Bananeira mantém vivas as tradições afro-brasileiras e representa um símbolo de resistência e memória na região. O bairro da Bananeira começou a se formar ao longo da estrada boiadeiro e da antiga ferrovia por onde passava o trem Maria Fumaça. Naquela época, já existiam dois curtumes na região, onde eram processados couros de gado, ovelha, cabra e outros animais. Esse bairro teve um papel importante no crescimento da cidade naquela época, e até hoje é a principal porta de entrada para quem chega ao município. Localizado perto do centro de Jacobina, o bairro é conhecido por suas ruas íngremes e pelas vistas panorâmicas da cidade. Um dos pontos históricos mais importantes é o Pontilhão da Bananeira, esse local tem um papel importante na história ferroviária da cidade.

## Projetos Ligados ao Bairro
- Feira de Saúde, Cidadania e Cultura da Faculdade Ages no bairro bananeira, na associação do Quilombo Erê. Projeto focado em atendimentos médicos, massoterapia, testes rápidos, vacinação, oficinas de educação em saúde e atividades de cidadania e cultura, realizado em 2023.
- Projeto dança Afro realizado em agosto de 2024, com a colaboração das universidades Uneb e UPE nas comodidades da associação do Quilombo Erê.

- Oficina de Corte e Costura (Associação ATABAQUE[2])

- Casa Rebeca e Fazendinha

## Saúde
A comunidade tem à disposição a Unidade Básica de Saúde (UBS) da Bananeira, que oferece uma variedade de serviços, como consultas médicas, vacinação, exames laboratoriais e atendimento odontológico. São oferecidos consultas de clínico geral, atendimento de enfermagem, especialidades como pediatria, ginecologia e outros. Além disso, a comunidade também conta com a Casa de Repouso do Divino Espírito Santo, que está registrada no Cadastro Nacional de Estabelecimentos de Saúde como uma clínica ou centro de especialidades, oferecendo atendimentos básicos de saúde para os moradores da região do bairro.

## Educação
O bairro possui diversas instituições de ensino, tanto públicas quanto privadas, atendendo desde a Educação Infantil até o Ensino Médio. Entre as escolas destacam-se:
- Centro Municipal de Educação Infantil Mãe Iazinha – Educação infantil.

- Escola Municipal Professor Carlos Gomes da Silva – Ensino fundamental I e Educação de Jovens e Adultos
- Colégio Didático – Ensino infantil, Ensino fundamental I e II

## Religiosidade e manifestações culturais
O bairro da Bananeira tem uma forte ligação com culturas e religiões africanas, que fazem parte de sua história. Mas, além disso, o bairro também tem conexões com outras religiões ao longo do tempo. Uma das primeiras instituições religiosas do bairro foi a Igreja de São José Operário, criada para atender uma população carente da comunidade. Essa igreja foi um ponto importante, e de lá surgiu uma figura muito querida na região, o Padre José, que vive até hoje. Com o tempo, as tradições das religiões afro começaram a ganhar mais força na comunidade, e a vontade de resgatar esses costumes foi crescendo.
Na Semana Santa, é comum ver os devotos e líderes religiosos fazendo a caminhada da cruz, que tem um significado especial: ela começa com a bênção do Padre José e segue até as serras dos Milagres, na Grota do Brito. Essa tradição acontece todos os anos. Além disso, há outras manifestações culturais tradicionais, como o reisado — um samba de reis bastante conhecido na região, formado por homens e mulheres da comunidade. O Grupo de Reis, chamado Reisado da Grota do Brito, é um símbolo de cultura e resistência do bairro.

## Quilombo Erê(ATABAQUE[2])
A Associação Afro-brasileira Quilombo Erê surgiu de uma ramificação da Pastoral Afro, que era chamada de consciência negra, que começou na igreja católica em 1984 durante o período da ditadura como forma de uma luta justa em prol do seu povo. Hoje considerado um quilombo urbano, tem como objetivo resgatar a memória da comunidade da Bananeira e quer inspirar outras comunidades tradicionais da região a registrarem seus saberes e manifestações culturais ancestrais. Vista como uma grande conquista para os moradores do bairro. A Associação é uma reunião de vários movimentos já existentes anteriormente no bairro da Bananeira e que possui um papel importante para a comunidade.
Com figuras importantes para o bairro ligadas à fundação, focadas em lutar pela cultura, a representatividade dos quilombolas, caminhado juntamente com a identidade dos moradores. Assim lutando pelo seu espaço com suas culturas, construindo assim uma representatividade nos jovens. O grupo Quilombo Erê ajuda muitos os bairros trazendo conquistas culturais, com jovens e mulheres do bairro, cursos profissionalizantes e eventos sociais.
Movimentos como a percussão que é conhecida pela comunidade de Jacobina, participando de apresentações na faculdade Uneb e em eventos da cidade. Ajudando os jovens e a comunidade na ligação com a educação, com projetos como a casa Rebeca, ajudando as crianças a se manterem nas escolas. Apesar da importância para a comunidade e para a população cultural de Jacobina, a associação não possui um lugar seu de verdade, o local que a fundação se encontra hoje em dia é renovado ano a ano pelos principais fundadores.
Assim, mesmo com o papel importante para a comunidade da cidade, para o bairro a associação e os moradores sofrem preconceito da comunidade da região por seus costumes e cultura. A associação ainda passa por momentos difíceis em se manter, pois é estruturada de doações de terceiros. O ATABAQUE tem um papel importante na construção da consciência da cultura negra na comunidade do bairro bananeira.

## REFERENCIAS
1. ↑  Oliveira, Adriano Gonçalves de. Regionalidade para uma educação contextualizada: docência do Quilombo Urbano da Bananeira, Jacobina, Bahia/Adriano Gonçalves de Oliveira.
2. 1 2  «ATABAQUE». atabaquejacobina.blogspot.com. Consultado em 4 de julho de 2025
3. ↑  Federal, Governo. «Cadastro Nacional de Estabelecimento de Saúde». CNES
4. ↑  Santos, E. A. do E. (2021). As manifestações culturais da comunidade quilombola urbana da Bananeira. UNEB.
5. ↑  OLIVEIRA, Cláudia Fabiana Arruda; SANTOS, Ivaneide Silva dos; GUERRA, Miriam Geonisse de Miranda; SANTOS, Gislene Maria Mota dos. Identidade e cultura Afro-Brasileira em Jacobina-Ba: A influência da Associação Quilombo Erê no bairro da bananeira
6. ↑  Santana, Levi (15 de março de 2020). «Quilombo Erê - Nosso Quilombo Urbano». Youtube
7. ↑  «Jacobina – Quilombo Bananeira | ipatrimônio». Consultado em 4 de julho de 2025